# بادی بلوز
«بادی بلوز» (انگلیسی: Body Blows) یک بازی ویدئویی در سبک بازی مبارزه‌ای است که توسط و در سال ۱۹۹۳ و در پلت‌فرم‌های داس و آمیگا منتشر شده است.